# Human Horizons HiPhi X
La HiPhi X est un SUV électrique du constructeur automobile chinois Human Horizons (appelé plus communément HiPhi) produite à partir de 2020 en Chine.

## Caractéristiques techniques
L'HiPhi X est équipée de portes arrière à ouverture semi-papillon comme sa principale concurrente la Tesla Model X.

### Motorisation
Le SUV reçoit deux moteurs électriques de 300 ch chacun, placés sur les essieux, et alimenté par une batterie lithium-ion d'une capacité de 97 kWh.

## Concept car

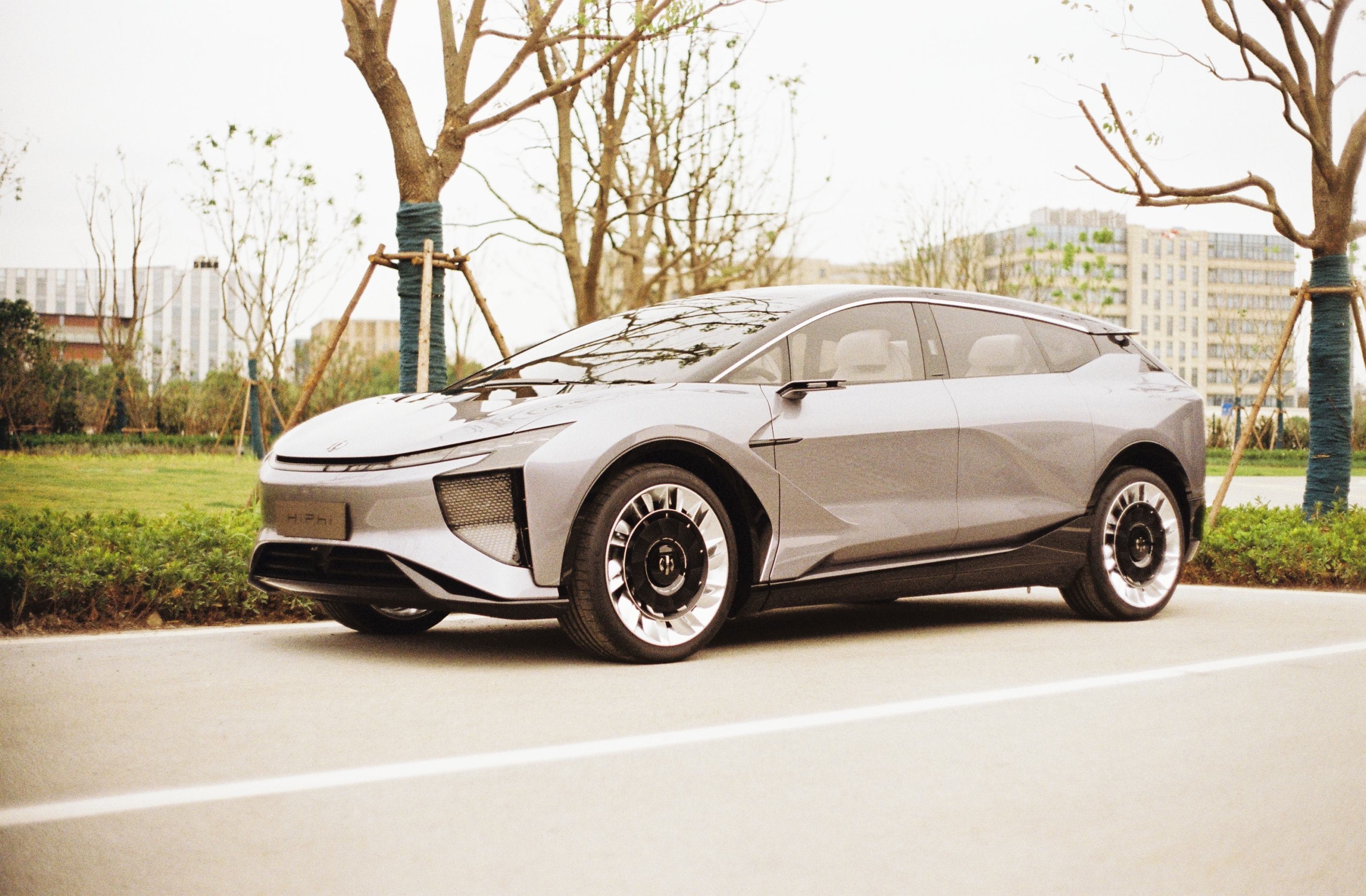
HiPhi 1 Concept (2020)

La Human Horizons HiPhi X est préfigurée par le show car HiPhi X Concept présenté au salon de l'automobile de Pékin 2020,.